# 陈春秀事件
陈春秀事件(又称为山东聊城农家女被顶替上大学事件)，是一宗冒名顶替上大学事件。

## 高考頂替
2004年，山东高考考生冠县人陈春秀本已被山东理工大学录取，却被同县考生陳豔萍顶替。以为自己落榜的陈春秀外出打工。为弥补遗憾，2020年，陈春秀参加成人高考，但是在学信网填报成人高考信息时，意外发现学信网上的照片栏是一位陌生的女子的头像，并且“陈春秀”已经在2004年在山东理工大学入学，并顺利毕业。陈春秀发现原來自己被人顶替上大学。

## 反应

### 山东理工大学
2020年6月3日，山东理工大学发布《关于对陈某某进行学历注销处理的公示》撤销顶替者学籍，6月11日山东理工大学教务处教学运行中心回应称，学生个人承认是冒名顶替。
6月11日，山东冠县人民政府通报称，顶替者陳豔萍，系该县烟庄街道办事處审计所工作人员，目前已被停职。
6月13日，央视记者从冠县县委宣传部获悉，经联合调查组调查，冒名顶替者原名陳豔萍，生于1986年，有两个身份证号码，其中一套身份信息因“无照片”于2012年8月8日被公安机关注销；另一套身份信息显示，陳豔萍曾将姓名改为与被顶替者同名，之后顶替他人到山东理工大学就读。
6月14日，新京报发布采访视频，视频中回访了陈春秀的高中，发现档案已经丢失；视频中还采访到一位自称中间人的人，中间人表示，当年顶替者的学籍是花了2000元于中介购得；而被顶替者陳春秀则表示自己的诉求为希望山东理工大学能恢复自己的学籍，圆自己的大学梦，但是山东理工大学没有给出肯定的答复。
6月15日，央视记者从山东省聊城市冠县组成的联合调查组获悉，冒名顶替他人上大学的女子陳豔萍，高考分数为303分（文科），比当年文科类专科分数线低243分；被顶替者陈春秀高考分数为546分（理工科），超出理科类专科分数线27分。
6月22日，山东理工大学于微博表示将协调并帮助陈春秀实现重新到高校就读的愿望。